# Паладин душ
«Паладин душ» — фентезійний роман 2003 року Лоїс Макмастер Буджолд, сиквел до «Прокляття Шаліона». 2004 року роман здобув премії Н'ебюла, Г'юго та Локус.

## Синопсис
Дія «Паладина душ» відбувається приблизно через три роки після  «Прокляття Шаліона»  та оповідає про Істу, мати Ізель і Тейдеса ді Шаліон. Оговтавшись від почуття крайньої провини та горя, які виставляли її божевільною у час дії прокляття Золотого генерала на її родину, вона починає нудьгувати та нервуватись. Щоб полишити її рідне місто Валенду й огидні спогади, з ним пов'язані, вона вирушає у паломництво з братами ді Гура (а також другорядними персонажами попередньої історії) для захисту; Лісс, сміливою і розумною дівчиною-кур'єром; і ді Кабоном, товстеньким жерцем Бастарда (одним з П'яти богів), як її 'духовним наставником'. Бастард, бог лих і речей поза сезоном, в цьому романі має більшу присутність, ніж Леді Весни в «Проклятті Шаліона»; наприкінці роману, Іста сама стала святою в служінні йому. (Батько Зими, ще один з П'яти богів, також коротко з'являється в романі.)
Група паломників захоплює загін нападників Рокнарі з сусіднього князівства Йокона, а потім їх вивільняє патруль із сусіднього замку Поріфорс. Лідером рятівників є Архіз, лорд замку і дуже ефективний воїн — враховуючи, що він майже не їсть і не п'є, а спить тільки коротким післяобіднім сном. Хоча він їй дуже подобається, Іста з жахом розуміє, що він є сином людини, до вбивства якої вона причетна. Ще одна перешкода — дуже молода і дуже красива дружина Архіза, Каттілара. В замку Іста виявляє ще одну дивну людину — лорда Іллвіна, зведеного брата Архіза. Він перебуває в несвідомому стані, крім прокидань після обіду, які відповідають засинанню Архіза. Вона бачила цього чоловіка раніше в загадковому сні, що нарешті отримає певний сенс. Коли ця таємниця починає поступово розкриватись, замок Поріфорс потрапляє в облогу Рокнарі з Йокона на чолі з його князем Сордсо та і його матір'ю, княгинею Йоен. Остання, вже літня, найменша дочка Золотого генерала і накопичила цілий загін магів, одержимих демонами, серед яких і її син, всі вони контролюються одним великим магом — нею.
Замок Поріфорс і його захисники перебувають у магічній облозі, лорд Архіз і його обрані люди здійснюють нічний рейд, який лише трохи зачіпляє йоконців, але не вибиває їх. І тільки коли Іста здається як заручник у лігво княгині, облога закінчується. Демони магів, що залишились, вирушають назад під владу Бастарда, а всі незакінчені сюжети історії вирішуються, коли Іста приймає пропозицію Бастарда щодо набору умінь та роботи, яка надасть їй сенс для решти її життя. Лорд Іллвін — приємний бонус до її роботи.

## Нагороди та номінації
- Премія Г'юго за найкращий роман, переможець (2004)[1]
- Премія Локус за найкращий фантастичний роман, переможець (2004)[1]
- Премія «Неб'юла» за найкращий роман, переможець (2004)[1]